# Lijst van burgemeesters van Sas van Gent
Dit is een lijst van burgemeesters van de voormalige Nederlandse gemeente Sas van Gent van 1808 tot die gemeente op 1 januari 2003 samen met Axel en Terneuzen opging in de nieuwe gemeente Terneuzen.
| Ambtsperiode | Naam burgemeester                                 | Leefde    | Partij of stroming | Bijzonderheden                                                                   |
| ------------ | ------------------------------------------------- | --------- | ------------------ | -------------------------------------------------------------------------------- |
| 1795 - 1796  | Cornelis Jansen van Rosendaal                     | 1722-1805 |                    | agent municipal; eerder schepen van Axel                                         |
| 1796 - 1797  | Vermandel fils ainé                               |           |                    | agent municipal, onduidelijk om welke Vermandel het gaat                         |
| 1797         | Lodewijk Deijer                                   | 1734-1807 |                    | agent municipal                                                                  |
| 1797 - 1798  | Jacobus (Livinus) de Pauw                         | 1770-1816 |                    | agent municipal                                                                  |
| 1798 - 1808  | Pieter van Goethem                                | 1749-1826 |                    | achtereenvolgens agent municipal, meijer en maire; later adjunct maire           |
| 1808 - 1811  | Livinus (Judocus) de Pauw                         | 1762-1824 |                    | maire; broer van Jacobus de Pauw                                                 |
| 1813 - 18222 | Lambertus Josephus Merrij                         | 1762-1823 |                    | maire, daarna burgemeester                                                       |
| 1814         | Eugenius Vermandel                                | 1776-1857 |                    | burgemeester in april 1814, tevens notaris                                       |
| 1822         | Jacob Matthijs van Dishoeck                       | 1788-1822 |                    | was benoemd, maar overleed vóór installatie                                      |
| 1822 - 1844  | Willem Jan Jacobus van Franckenberg en Proschlitz | 1779-1849 |                    |                                                                                  |
| 1830         | Johannes Bernardus de Meijer                      | 1774-1861 |                    | van 18 oktober tot 14 november (Belgische Revolutie)                             |
| 1844 - 1853  | Adriaan Michiel Danckaerts                        | 1795-1883 |                    |                                                                                  |
| 1853 - 1859  | Pieter van Helmond                                | 1795-1865 |                    | tevens burgemeester van Philippine                                               |
| 1859 - 1884  | Norbertus Kerckhaert                              | 1809-1884 |                    | tevens burgemeester van Westdorpe (1841-1884) en van Philippine (1859-1884)      |
| 1884 - 1890  | mr. Ludovicus Stevens                             | 1853-1915 |                    | tevens lid van provinciale staten van Zeeland                                    |
| 1890 - 1903  | Johannes Verschaffel                              | 1841-1903 |                    |                                                                                  |
| 1903 - 1915  | Petrus Wauters                                    | 1848-1935 |                    | tevens dijkgraaf                                                                 |
| 1915 - 1935  | Leonardus Wilhelmus Gregorius Hoefnagels          | 1867-1935 |                    |                                                                                  |
| 1935 - 1943  | mr. Georges Petrus Johannes Marie de Kerf         | 1904-1978 |                    |                                                                                  |
| 1943 - 1944  | Cornelis Izak van der Weele                       | 1908-1994 | NSB                |                                                                                  |
| 1944 - 1947  | mr. Georges Petrus Johannes Marie de Kerf         | 1904-1978 |                    |                                                                                  |
| 1947 - 1972  | Renirus Adrianus Joseph (Rein) den Boer           | 1908-2000 | KVP                | tevens waarnemend burgemeester van IJzendijke (1968-1970)                        |
| 1973 - 1986  | Willy Rogez Victor Dusarduijn                     | 1928-1986 | KVP / CDA          | was lid van de tweede kamer                                                      |
| 1987 - 1998  | ing. Joke (J.M.H.M.) Kruijk-van Rest              | 1935-2025 | CDA                |                                                                                  |
| 1998         | Thomas Aquinas Marie Steenkamp                    | geb. 1955 | CDA                | waarnemend, burgemeester van Hontenisse, werd burgemeester van West Maas en Waal |
| 1998 - 2001  | mr. Jan Arend Hendrik Lonink                      | geb. 1951 | PvdA               | was waarnemend burgemeester van Norg, werd burgemeester van Rijssen-Holten       |
| 2001 - 2003  | Peter (P.M.J.) van den Baar                       | 1941-2020 | PvdA               | waarnemend, was waarnemend burgemeester van Ootmarsum                            |